# Testeboån
Testeboån är en å i norra och mellersta Gästrikland. Testeboån bildas vid Åmot av de ungefär jämnstora källflödena Bresiljeån (Bresilån) och Kölsjöån och mynnar i Inre fjärden (Gävlebukten) vid Strömsbro strax norr om centrala Gävle. Bresiljeån heter uppströms sjön Bresiljorna Svartån.
Testeboån är platsen för Sveriges nordligaste bestånd av vild ek. Eken finns längs åns nedre lopp, söder om Ockelbo, med den största koncentrationen i Testeboåns naturreservat mellan Oslättfors och europaväg 4 strax ovanför Åbyggeby. Ekbeståndet har sannolikt gynnats av Testeboåns återkommande översvämningar och slåtterbruket och boskapshållningen runt Oslättfors. På grund av att jordbruket upphört och ån reglerats hotas beståndet numer av igenväxning med bland annat gran.